# Auguste Philippoteaux (avocat)
Pour les articles homonymes, voir Philippoteaux.
Auguste Philippoteaux, né le 26 mai 1847 à Sedan (Ardennes), mort le 21 juillet 1941 aux Baux-de-Provence (Bouches-du-Rhône), est un avocat et historien français, également maire de Sedan (1903-1904).

## Biographie
Auguste Philippoteaux est né le 26 mai 1847, au 40 rue du Ménil, dans le centre historique de Sedan, à deux  pas de la place d'Armes et du château-fort. Son père, Auguste est alors jeune juriste. et sa mère, née Marie-Jenny Bernard, est la cousine germaine de Charles Cunin-Gridaine. Il termine ses études secondaires, menées à Sedan, par une année de philosophie au lycée Louis-le-Grand de Paris. Il étudie ensuite le droit, comme son père, à la faculté de droit de Paris et devint avocat, s'inscrivant au barreau de Sedan. Lorsque la guerre franco-allemande de 1870 survient, il devient sous-officier, fourrier, à la Garde nationale et mobilisé dans le cadre de la défense de la cité dont son père est maire. Il est affecté notamment à l'artillerie, sur la corne du Palatinat à l'est de l'enceinte bastionnée entourant Sedan, et participe, aux premières lignes, à la bataille de Sedan,. À la suite de la reddition de l'empereur Napoléon III le 1er septembre, il a la responsabilité d'une ambulance pour venir en aide aux blessés au sein de la cité et de l'armée française,.
La bataille de Sedan est suivie, peu de temps après, de la proclamation de la Troisième République. Auguste Philippoteaux, tout en étant avocat, se consacre à l'histoire du Sedanais, des années 1870, et du protestantisme. Il épouse le 21 mai 1891, à la collégiale de Carignan, la fille d'un notaire, Adèle Dumont,. Il est également maire de Sedan, du 15 février 1903 au 15 mai 1904. Sa fille, Jenny, épouse, en 1918, François Dehérain (1877-1962), époux en premières noces d’Annie Pétain. En 1930, lors de la translation solennelle des cendres des princes de Sedan et de Bouillon de l'ancien temple protestant, désaffecté, au nouveau temple, il est mis à contribution, à quatre-vingt-trois ans, en tant que principal historien du Sedanais et du protestantisme, et intervient comme orateur, aux côtés du maire de Sedan, du député des Ardennes Étienne Riché, et du chapelain Gonnelle, de la cour des Pays-Bas, représentant la reine Wilhelmine. Il meurt en 1941, à l'âge de quatre-vingt-quatorze ans, réfugié, à la suite de l'exode de 1940, aux Baux-de-Provence.
Aux archives départementales des Ardennes, la collection Philippoteaux réunit un ensemble de documents et d'études sur la Troisième République, ainsi que sur l'activité publique d'Auguste Philippoteaux.
A la Société d'histoire et d'archéologie du Sedanais, les archives Philippoteaux contiennent l'intégralité de ses archives de recherches historiques (notes, manuscrits, etc.), ainsi que de nombreux documents liés à l'activité professionnelle des Philippoteaux et à leur vie publique.

## Quelques publications
- De la possession en droit romain et en droit français, éd. F.Pichon, Faculté de droit de Paris, 1873 (lire en ligne).
- Panorama de la défense de  Paris contre les armées allemandes, éd. Roger Dupont, 1875.
- Collection de documents rares ou inédits concernant l'histoire de Sedan, Impr. Emile Laroche, 1887-1990.
- Panorama de la bataille de Montretout: 19 janvier 1871, Lille, éd. impr. Lefèvre-Ducrocq, 1890.